# Kōzan-ji

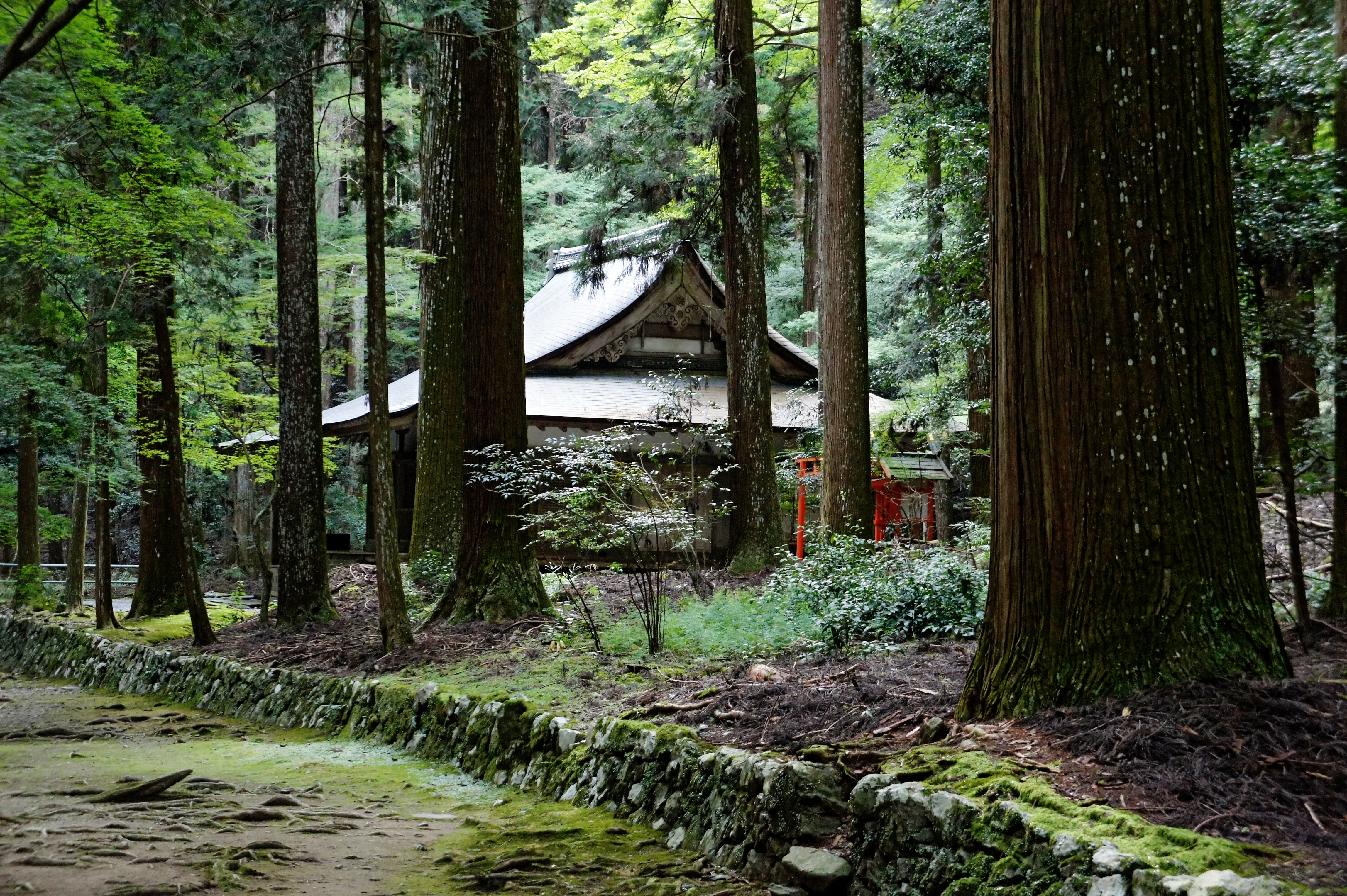
Pfad zur Haupthalle

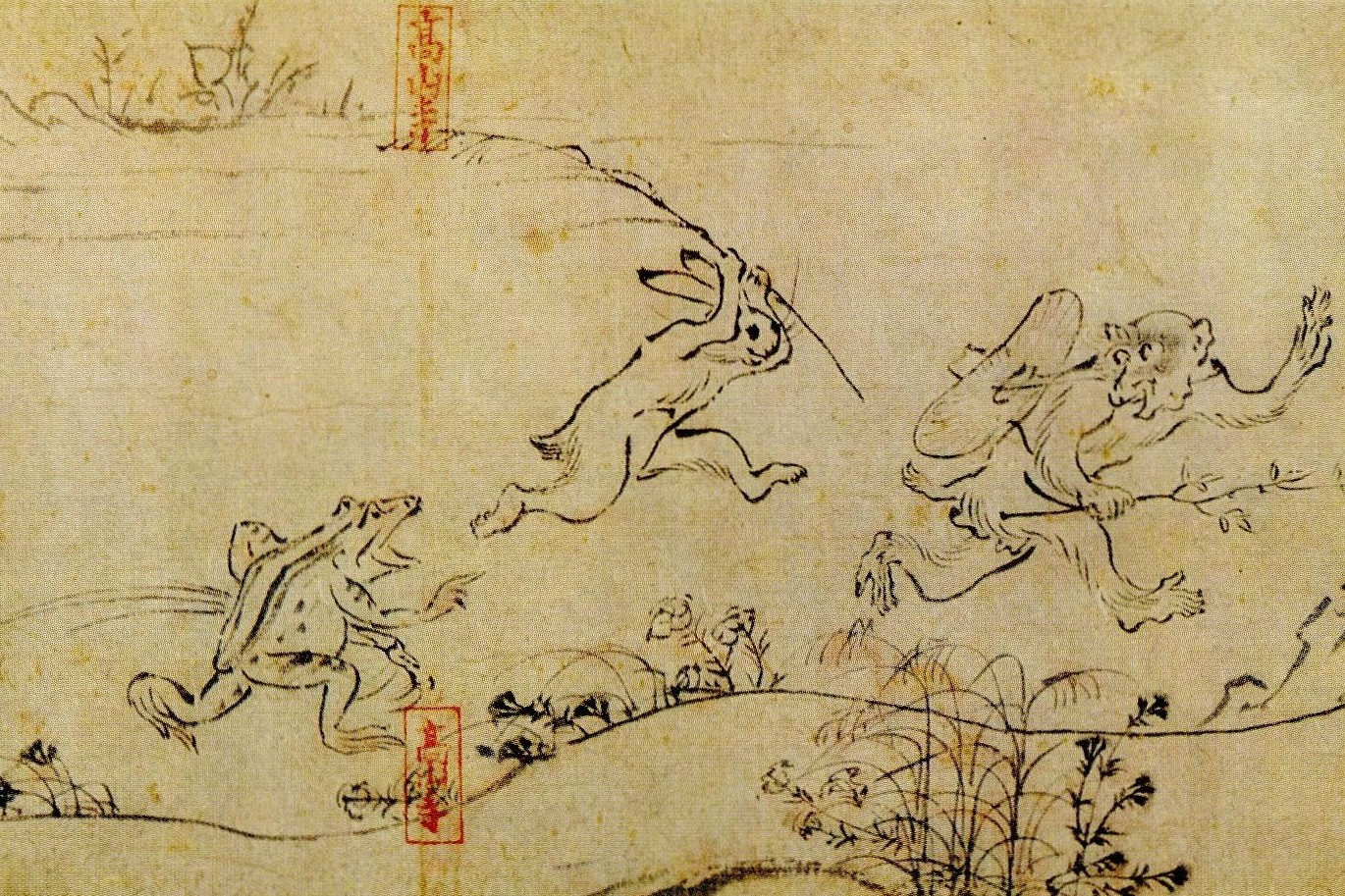
„Bildrolle der Lustigen Tiere“ (Ausschnitt)

Kōzan-ji (japanisch 高山寺) ist ein buddhistischer Tempel im Norden von Kyōto. Er gehört seit 1994 als Teil des Ensembles Historisches Kyōto (Kyōto, Uji und Ōtsu) zum UNESCO-Weltkulturerbe und ist bekannt für den Besitz der Bildrollen der Lustigen Tiere. Der Tempel ist ein unabhängiger Tempel im Rahmen der Shingon-Lehre.

## Beschreibung
Der im Nordwesten der Stadt Kyōto in den Bergen gelegene Tempel existiert seit der Heian-Zeit, wurde dann von dem Priester Myōe (1173–1232) wieder aufgebaut und konnte viele Anhänger gewinnen. Das Gebäude Sekisui-in (石水院) des Tempels ist Nationalschatz.
Der Tempel ist außerdem bekannt für seinen Teegarten und das ihn umgebende Herbstlaub.

## Schätze
Der Tempel besitzt auch wertvolle Bildrollen und Schriften, darunter folgende Nationalschätze aus der Kamakura-Zeit:
- Buddhistisches Verehrungsbild (仏眼仏母, Butsugen-Butusumo zō)
- „Bild Priester Myōe auf dem Ast sitzend“ (明恵上人樹上坐禅像, Myōe-shōnin jujō zazen zō)
- „Bildrollen der Lustigen Tiere“ (鳥獣戯画絵巻, Chōjū giga emaki)
- „Schriftrollen zum Begründer des Kegon-shū“ (華厳宗祖師絵伝六巻, Kegon-shū sōshi eden rokken)

Die Originale der Lustigen Tiere werden je zur Hälfte im Nationalmuseum Kyōto und im Nationalmuseum Tōkyō aufbewahrt. Im Tempel selbst sind aber Kopien zu sehen.
Zu den Wichtigen Kulturgütern zählen – neben weiteren Bildern und Schriftrollen – Skulpturen aus Holz, wie der Hyakukō-shin (白光神) und Zemmyō-shim (善妙神), Shintō-Gottheiten, die dem Bildhauer Tankei zugeschrieben werden.